# Карунатилака, Шехан
Шехан Карунатилака (синг. சேகன் கருணாதிலக, англ. Shehan Karunatilaka; род. 1975, Галле, Шри-Ланка) — ланкийский писатель, известный своими романами «Китаец: Легенда о Прадипе Мэтью» (2010), получившим Книжную премию Содружества, премию DSC и премию Гратьяен, и «Семь лун Маали Алмейды» (2022), лауреатом Букеровской премии 2022 года. Пишет на английском языке, по состоянию на осень 2022 года живёт и работает в Сингапуре.

## Биография
Шехан Карунатилака родился в 1975 году в Галле на юге Шри-Ланки. Детство будущего писателя прошло в столице Коломбо.
Высшее образование получил в Университете Масси, Палмерстон-Норт, по направлениям английская литература и бизнес-администрирование.
Учился в Новой Зеландии, жил и работал в Лондоне, Амстердаме и Сингапуре.
До публикации своего дебютного романа в 2010 году работал в рекламе: в McCann, Iris и BBDO, а также писал для The Guardian, Newsweek, Rolling Stone, GQ, National Geographic, Conde Nast, Wisden, The Cricketer и The Economic Times.
Также играл на бас-гитаре в составе ланкийских рок-групп Independent Square and Powercut Circus и Brass Monkey Band.

## Творчество
Уже первая рукопись Карунатилаки «Художник» (англ. The Painter) попала в краткий список премии Гратьяен, но так и не была опубликована.
Дебютный опубликованный роман «Китаец: Легенда о Прадипе Мэтью» (издан за свой счет автора в 2010 году) использует крикет как средство для ознакомления с историей своей родной страны . Книга получила одобрение критиков, завоевала немало наград. 21 мая 2012 года роман объявили региональным победителем Книжной премии Содружества в Азии, затем он получил главную Книжную премию Содружества, объявленную 8 июня того же года; также у романа и его автора есть премия DSC за литературу стран Южной Азии (2012) и премия Гратьяен (2008). Широко разрекламированная и напечатанная в Индии и Великобритании, книга была определена британским книготорговцем Waterstones как один из лучших дебютов 2011 года, а также вошла в краткий список премии Shakti Bhatt Prize в категории «Лучший первый роман». В 2015 году был опубликован сингальский перевод романа. В апреле 2019 года профильное СМИ Wisden признало сочинение одним из лучших в истории о крикете.
Второй роман Карунатилаки «Чат с мертвецом» (англ. Chats with the Dead), чёрная комедия о привидениях, был опубликован издательством Penguin India в 2020 году.
Книга «Семь лун Маали Алмейды», опубликованная в августе 2022 года издательством Sort of Books, получила Букеровскую премию 2022 года, о чём было объявлено на церемонии в лондонском концертном зале The Roundhouse 17 октября 2022 года. Жюри отметило, что роман «пенится энергией, образами и идеями на фоне широкого, сюрреалистического видения гражданских войн в Шри-Ланке. Хитро, до злобы комически».
Шехан Карунатилака также автор детской книги «Пожалуйста, не клади это в рот» (англ. Please Don’t Put That In Your Mouth, 2019).
В 2013 году в интервью пакистанской газете The Nation Карунатилака, отвечая на вопрос, кто является его вдохновителями и чье влияние он испытывает, отметил: «Курт Воннегут, Уильям Голдман, Салман Рушди, Майкл Ондатже, Агата Кристи, Стивен Кинг, Нил Гейман, Том Роббинс и несколько сотен других». Также он писал и говорил о своей одержимости рок-группой The Police на протяжении всей жизни.
В 2022 году Карунатилака работал над ещё 2 детскими книгами, сборником рассказов, и выразил надежду начать роман, который, «надеюсь, не займёт 10 лет».
Библиография
- Chinaman: The Legend of Pradeep Mathew (2010), роман
- Please Don’t Put That In Your Mouth (2019), детская книга
- Chats with the Dead (Penguin India, 2020), роман
- Семь лун Маали Алмейды / The Seven Moons of Maali Almeida (Sort of Books, 2022), роман

Премии
- Премия Гратьяен, победитель, за Chinaman (2008)
- Книжная премия Содружества[англ.], победитель, за Chinaman (2012)
- Премия индийской компании DSC за литературу стран Южной Азии, победитель, за Chinaman (2012)
- Букеровская премия, победитель, за «Семь лун Маали Алмейды» (2022).